# Llave maestra

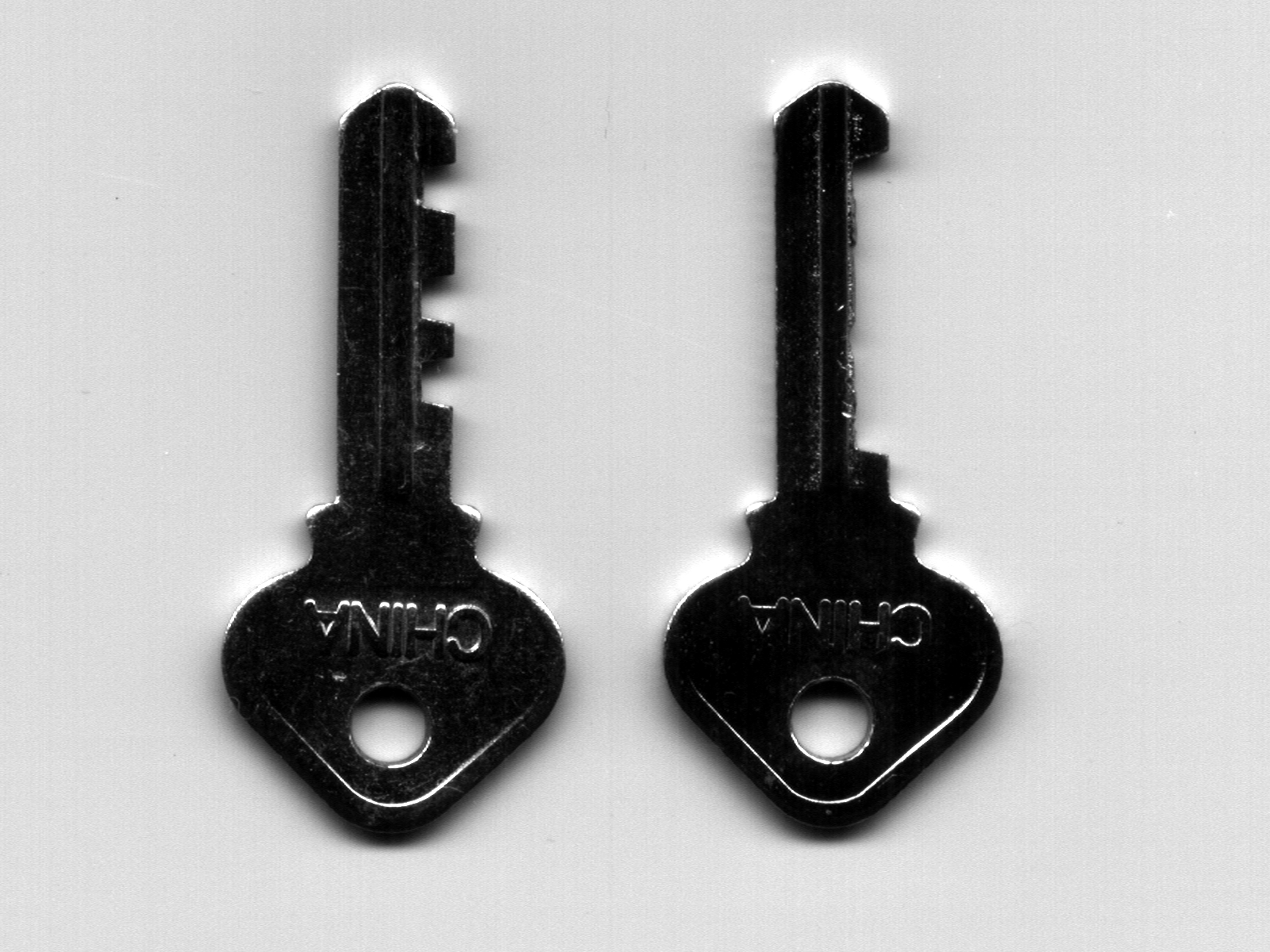
Una llave maestra de candado con todos los dientes limados (derecha) y una llave normal (izquierda) para la misma cerradura. La llave normal de la izquierda solo abrirá la cerradura a la que va dirigida, pero la llave maestra de la derecha abrirá cualquier cerradura con esa cerradura en particular.

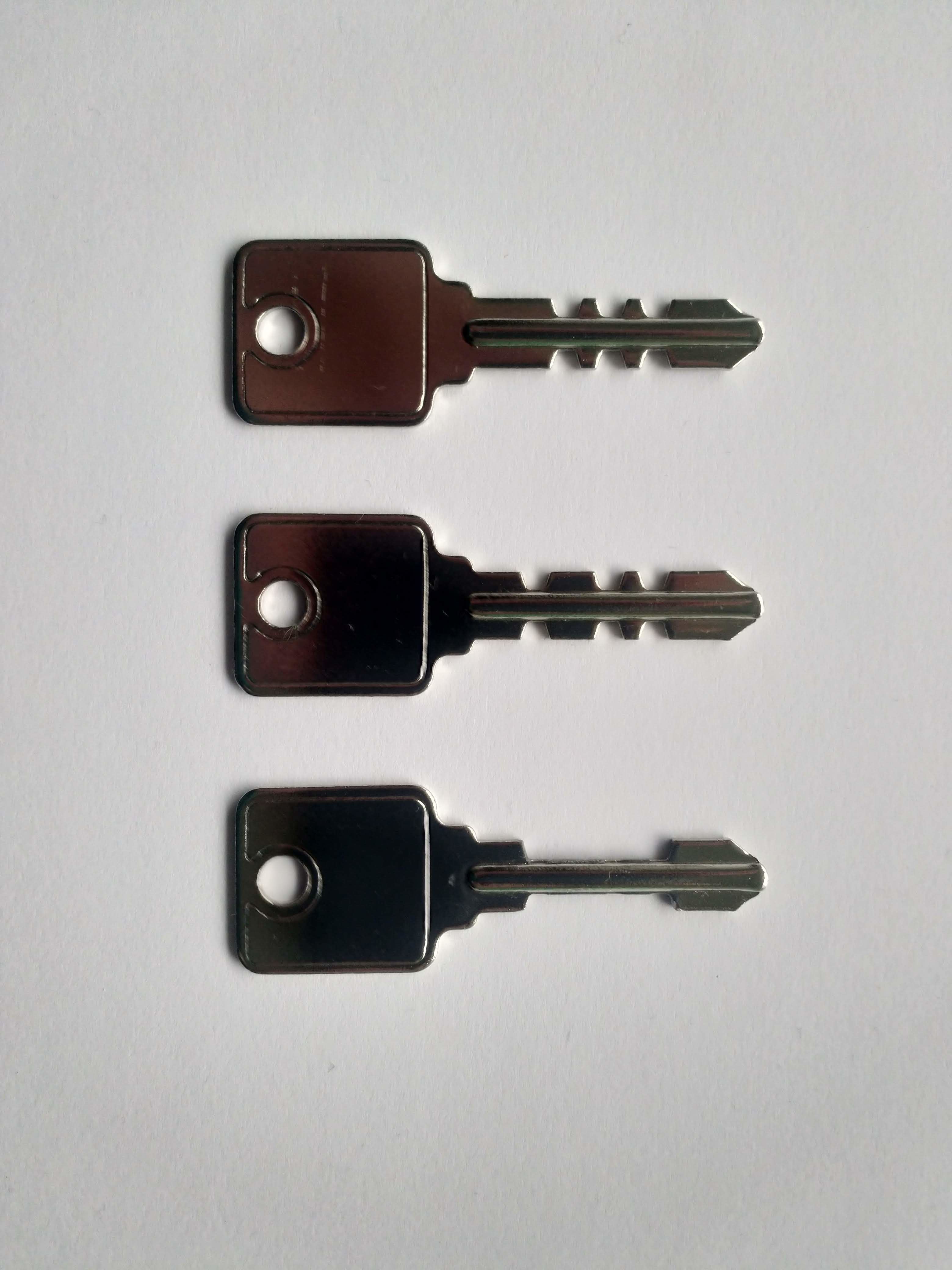
Dos llaves de cerradura protegidas y una llave maestra casera

Una llave maestraes aquella que ha sido modificada, al no tener el borde dentado puede abrir numerosas cerraduras, siendo muy común en cerraduras protegidas. También se le llama «llave esqueleto», término derivado del hecho de que ha sido reducida a sus partes esenciales.

## Distintos tipos

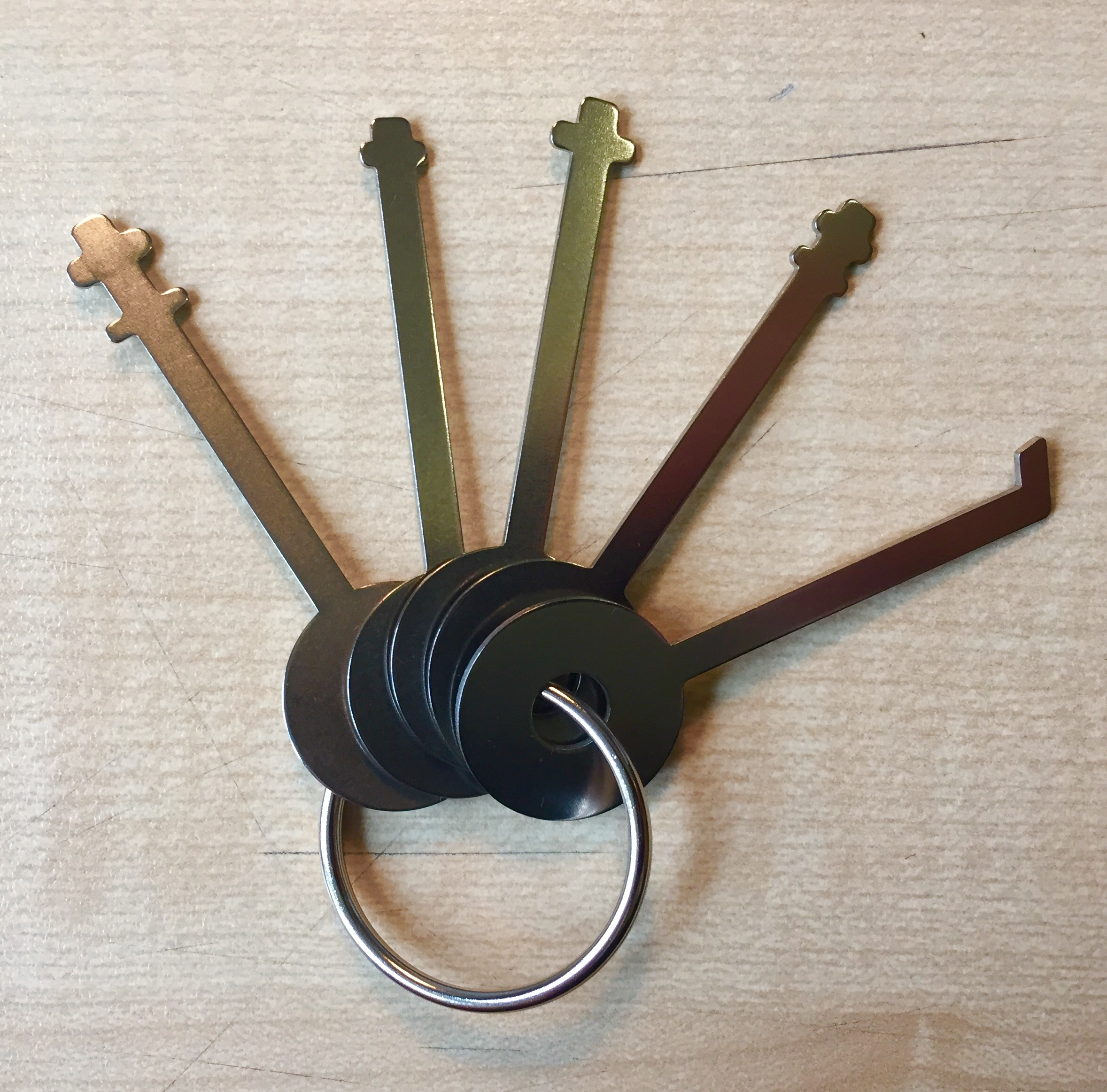
Un conjunto común de llaves maestras que se utilizan para abrir la mayoría de candados protegidos.

Una llave maestra es aquella que ha sido limada o cortada para que pueda usarse para desbloquear una variedad de cerraduras protegidas, cada una con una configuración de protecciones diferente. Generalmente esto se puede hacer quitando la mayor parte del centro de la llave, lo que le permite pasar por las puertas sin interferencias y accionar la cerradura. Para evitar la creación ilícita de dichas llaves, los cerrajeros pueden colocar protecciones no solo en el centro sino también en el exterior, lo que hace más difícil la creación de una llave maestra.
Las llaves maestras de fabricación casera se asocian, generalmente, con intentos de forzar cerraduras con fines ilícitos, como por ejemplo para abrir unas esposas, modificando las llaves para ese propósito. En muchos contextos modernos donde se requiere el funcionamiento de una cerradura y la llave original se ha perdido o no está disponible, se utilizan llaves maestras legítimas. En los hoteles que no tienen cerraduras electrónicas, el servicio de limpieza utiliza llaves maestras para entrar en las habitaciones.